# Крузе, Август Генрихович
А́вгуст Ге́нрихович Кру́зе (27 июля 1941, село Штрауб, АССР немцев Поволжья — 6 августа 2025) — Архиепископ Евангелическо-лютеранской церкви России, Украины, Казахстана и Средней Азии.
Через месяц после своего появления на свет семья Августа Крузе — мама, бабушка и старший брат — была депортирована в село Каратузское Красноярского края. В 1949 году вышел указ, согласно которому депортированным немцам разрешалось переехать к своим близким родственникам для воссоединения семей. Тогда же семья переехала к дяде в город Краснотурьинск Свердловской области. В 50-х годах бабушка Августа Крузе брала его с братом на собрания лютеранской общины Краснотурьинска, проходившие тогда тайно в домах верующих. Все богослужения проходили на немецком языке. Лишь в 1990 году стало возможным всем лютеранским общинам города открыто праздновать Рождество.
После 3-х лет службы в армии Крузе устроился работать на алюминиевый завод в Краснотурьинске, где он проработал 28 лет. В 1964 году Август Крузе женился. У него двое взрослых детей — сын и дочь, пять внуков и один правнук.
Август Крузе был рукоположён тогдашним епископом Николаусом Шнайдером со всеми правами пастора. Уже в 1993 году он стал пробстом на Урале и представителем епископа.
В 2004 году избран на должность епископского визитатора. С 2007 года — епископ Евангелическо-Лютеранской Церкви Сибири, Урала и Дальнего Востока.
19 сентября 2009 года на III Генеральном Синоде Евангелическо-Лютеранской Церкви (ЕЛКРАС) в городе Санкт-Петербурге в соборе Святых Петра и Павла избран архиепископом Евангелическо-лютеранской церкви России, Украины, Казахстана и Средней Азии.
III Генеральный Синод второго созыва, проходивший с 12 по 14 сентября 2012 года в Новосаратовке (Санкт-Петербург), принял отставку архиепископа ЕЛЦ Августа Крузе и утвердил исполняющим обязанности архиепископа ЕЛЦ России епископа ЕЛЦ ЕР Дитриха Брауэра.
Умер 6 августа 2025 года в возрасте 84 лет.